# Guy Thuillier
Pour les articles homonymes, voir Thuillier.
Guy Thuillier, né le 24 août 1932 à Vaucouleurs  et mort le 3 mars 2019 à Nevers, est un haut fonctionnaire et historien français.

## Biographie
Élève de l'IEP de Paris, puis de l'ENA (promotion Lazare Carnot), il entre à la Cour des comptes en 1961. Il y fait sa carrière et termine au grade de conseiller-maître.
Il a été en poste à la préfecture de Saïda (Algérie), au gouvernement général d'Alger, et conseiller technique dans plusieurs cabinets ministériels, notamment auprès d'Edgar Faure au ministère de l'Éducation nationale (juillet 1968-juin 1969), au moment de la réforme universitaire qui a suivi mai 1968, au ministère d'État, chargé des Affaires sociales (juillet 1972-avril 1973), à l'Assemblée nationale (avril 1973-1978), et auprès de Robert Boulin, au ministère de la Santé publique et de la Sécurité sociale (juin 1969-juillet 1972) et au ministère du Travail (avril 1978-octobre 1979).
Également historien, il s'est spécialisé dans l'histoire administrative et l'histoire économique. Il a enseigné comme professeur à Sciences Po, à l'ENA, à HEC et,[réf. nécessaire] comme chargé de conférences (1974-1980), puis comme directeur d'études, à l'École pratique des hautes études, à la chaire d'histoire de l'administration. Il a été rédacteur en chef et rédacteur en chef adjoint de la Revue administrative.
En 1973, Guy Thuillier a fondé le premier comité d'histoire ministérielle, au ministère des Affaires sociales, et lancé les premières campagnes d'archives orales, notamment sur la naissance de la Sécurité sociale. La conduite de l'enquête sur la Sécurité sociale a été confiée à Dominique Schnapper (1975-1979). Le Comité pour l'histoire économique et financière de la France (CHEFF) a été fondé en 1987 au ministère des Finances sur son initiative et celle de Michel Bruguière.
Il est devenu correspondant de l'Académie des sciences morales et politiques, section "Histoire et Géographie" en mars 2011.

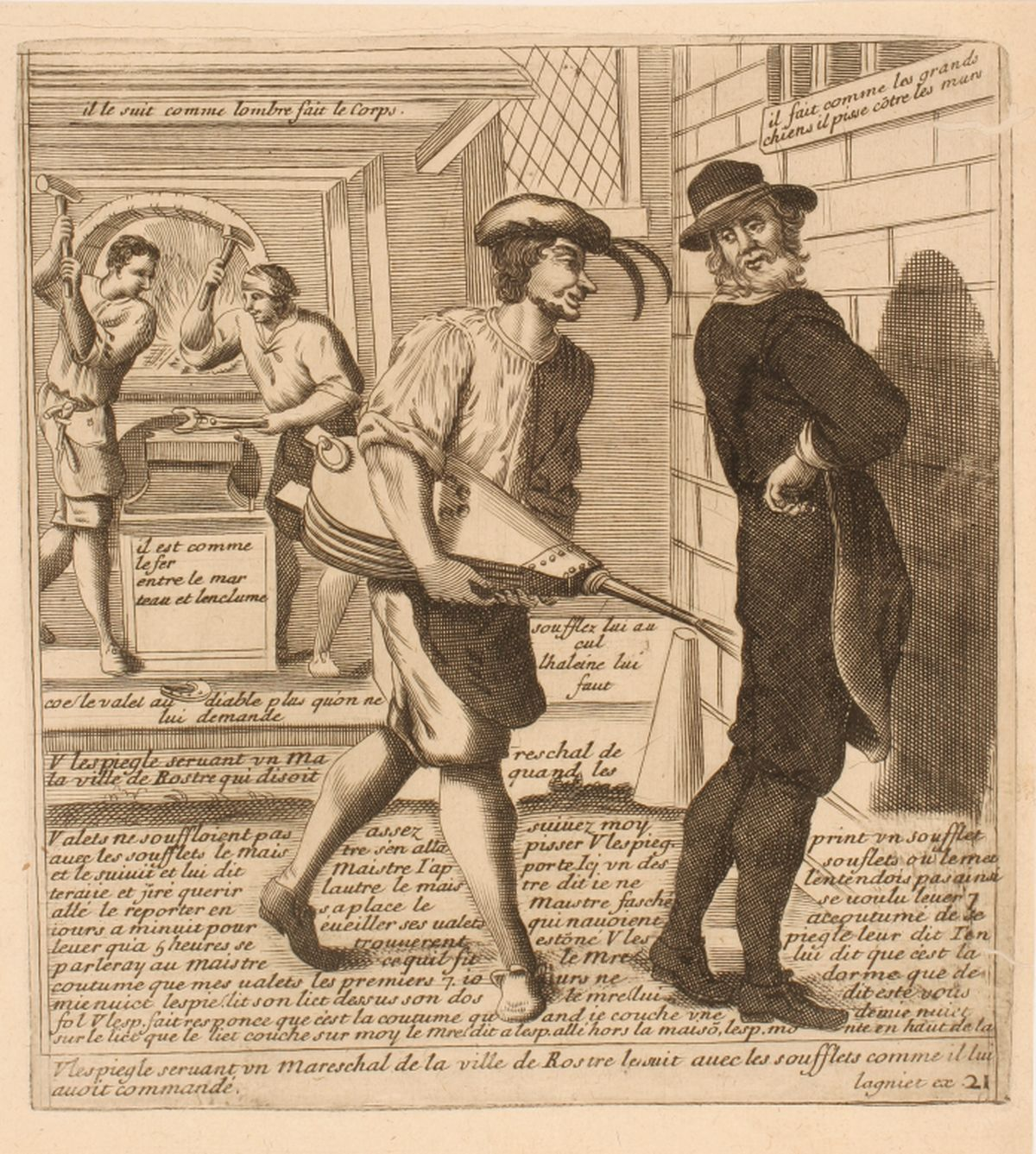
Gravure illustrant l'« Histoire de la vie de Tiel Wlespiegle » dans une édition du Recueil des Proverbes de 1663, ancienne collection Jacques et Guy Thuillier, Musée des Beaux-Arts de Nancy.

Il est le frère de l'historien de l'art Jacques Thuillier. Tous deux sont d'actifs collectionneurs et mécènes importants, toujours fièrement attachés à leurs régions d'origine, la Lorraine et de manière plus pondérée, la région nivernaise. Les deux frères font en 1998 une donation de 82 peintures au Musée départemental Georges-de-La-Tour à Vic-sur-Seille. Cette première donation est suivie d'une seconde, beaucoup plus importante, faite anonymement en 1999 au Musée des Beaux-Arts de Nancy : elle concerne un fonds important de 15 000 œuvres d'arts graphiques, environ 2 000 dessins et 13 000 gravures, attribuées à des grands maîtres et petits maîtres anonymes, essentiellement français, et parfois lorrains. Cette donation importante pousse le musée des beaux-arts de Nancy à repenser l'aménagement de ses collections et de ses réserves : des travaux importants d'agrandissement sont donc réalisés au début des années 2000 afin d'accueillir pleinement cette collection et la conserver dans des conditions optimales.
Le 17 décembre 2019, les élus de la ville de Nevers ont accepté, à l’unanimité, un legs de Guy Thuillier portant sur des biens meubles et immeubles, dont un appartement à Paris, rue de la Pompe, et un à Nevers, rue de Lourdes.

## Principales publications
- Georges Dufaud et les débuts du grand capitalisme dans la métallurgie en Nivernais, au XIXe siècle, Paris : S.E.V.P.E.N, 1959, 254 p.
- Aspects de l'économie nivernaise au XIXe siècle, Paris : A. Colin, 1966, 553 p.
- La Promotion sociale, Paris : Presses universitaires de France, coll. « Que sais-je ? », 1966, 126 p. 3e éd. 1977
- (avec Robert Catherine), Introduction à une philosophie de l'administration, Paris : A. Colin, 1969, 375 p.
- (avec Yves Pélicier), La drogue, Paris : Presses universitaires de France, coll. « Que sais-je ? », 1972. 8e éd. 1997
- (avec Robert Catherine), Conscience et pouvoir : science administrative, Paris : Éditions Montchrestien, DL 1974, 266 p.
- La vie quotidienne dans les ministères au XIXe siècle, [Paris] : Hachette, 1976, 255 p.
- Pour une histoire du quotidien au XIXe siècle en Nivernais, Paris : Editions de l'EHESS, "Civilisations et sociétés", 1977, 492 p.
- La vie quotidienne des domestiques en France au XIXe, Paris : Hachette, 1978, 287 p. Rééd. 1985.
- (collectif) Les préfets en France, 1800-1940, Genève : Droz, 1978, 181 p.
- Regard sur la haute administration en France, Paris : Économica, 1979, 160 p.
- Bureaucrates et bureaucratie en France au XIXe siècle, Genève : Droz, 1980, 670 p.
- (avec Yves Pélicier), Édouard Séguin : 1812-1880, "l'instituteur des idiots", Paris : Économica, 1980, 183 p.
- Pour une anthologie des auteurs nivernais jusqu’en 1914, Nevers, Centre Départemental de Documentation Pédagogique, 1980, 310 p.
- La politique du travail, Paris : Presses universitaires de France, coll. « Que sais-je ? », 1981, 127 p.
- Les cabinets ministériels, Paris : Presses universitaires de France, coll. « Que sais-je ? », 1982, 127 p.
- La vie quotidienne des professeurs en France de 1870 à 1940, Paris : Hachette, 1982, 315 p.
- (avec Robert Catherine), L'Être administratif et l'imaginaire, Paris : Economica, 1982, 120 p.
- L'ENA avant l'ENA, Paris : Presses universitaires de France, 1983, 294 p.
- La Monnaie en France au début du XIXe siècle, Genève : Droz ; Paris : Champion, 1983, 450 p.
- (avec Jean Tulard), Histoire de l'administration française, Paris : Presses universitaires de France, coll. « Que sais-je ? », 1984, 124 p. 2e éd. 1994
- L'imaginaire quotidien au XIXe siècle, Paris : Économica, 1985, 194 p.
- (avec Jean Tulard), La méthode en histoire, Paris : Presses universitaires de France, coll. « Que sais-je ? », 1986, 127 p. 3e éd. 1991
- (avec Jean Tulard), La bureaucratie en France aux XIXe et XXe siècles, Paris : Économica, 1987, 737 p.
- Les femmes dans l'administration depuis 1900, Paris : Presses universitaires de France, 1988, 173 p.
- (avec Jean Tulard), Histoire locale et régionale, Paris : Presses universitaires de France, 1992, 123 p.
- (avec Jean Tulard), Les écoles historiques, Paris : Presses universitaires de France, coll. « Que sais-je ? », 1990, 127 p. 2e éd. 1993
- Pour une histoire de la bureaucratie en France, Paris : Comité pour l'histoire économique et financière de la France, 1999.
- L'histoire en 2050, Paris : Comité pour l'histoire économique et financière de la France, 2000, 304 p.
- L'histoire et le probabilisme, Paris : Comité pour l'histoire économique et financière de la France, 2002, 322 p.
- Principes de l'histoire de la protection sociale, Paris : Association pour l'étude  de l'histoire de la Sécurité sociale, 2003, 123 p.
- La vie quotidienne dans les ministères au XIXe siècle, Paris : CHEFF, 2004, 269 p.
- Principes de l'histoire économique, Paris : Comité pour l'histoire économique et financière de la France, 2004, 238 p.
- L'histoire de la protection sociale, Paris : Comité d'histoire de la Sécurité sociale, 2005, 236 p.
- (avec François Monnier), Administration : vérités et fictions, Paris : Economica, 2007, 356 p.
- (avec François Monnier) Histoire de la bureaucratie : vérités et fictions, Paris : Economica, 2010, 336 p.
- Un observateur des misères sociales : Leclerc de Montlinot, 1732-1801, Paris, Comité d'histoire de la Sécurité sociale, 645 p.  (ISBN 2-905882-45-X)

## Récompenses et distinctions

### Décorations
- Commandeur de l'ordre des Arts et des Lettres Il est fait commandeur le 16 juin 1994[9].
- Officier de la Légion d'honneur Il est fait chevalier le 13 juillet 1995[10], avant d'être promu officier le 31 décembre 2003[11]

### Récompenses
- Médaille d'argent du CNRS
- 1979 : prix Broquette-Gonin en littérature pour La vie quotidienne des domestiques en France au xixe siècle
- 1981 : prix Broquette-Gonin en littérature pour La Vie quotidienne des députés en France de 1871 à 1914
- 1983 : prix Mottart pour La vie quotidienne des professeurs de 1870 à 1940[12]
- 2000 : prix Biguet pour Pour une histoire de la bureaucratie en France
- 2009 : grand prix Gobert pour l'ensemble de son œuvre[13]